# 大原謙一郎
大原 謙一郎（おおはら けんいちろう、1940年10月18日 - ）は、日本の実業家。大原総一郎の長男で、大原孫三郎、野津鎮之助の孫に当たる。大原家9代目当主。（公財）大原美術館代表理事大原あかねは長女。
（公財）大原美術館評議員、（公財）大原記念倉敷中央医療機構理事会長、（公財）倉敷民芸館理事長兼館長、（一社）人文知応援フォーラム代表理事会長。
これまでに（株）クラレ副社長、（株）中国銀行副頭取、岡山経済同友会代表幹事、倉敷商工会議所会頭、日本商工会議所政策副委員長、（公社）岡山県文化連盟会長などを歴任。

## 来歴
東京大学経済学部卒業後、イエール大学大学院経済学博士課程に学び単位取得退学。
（株）クラレに入社し不織布事業の事業化などを担当。同社副社長を経て活動の拠点を岡山県倉敷市に移し、（株）中国銀行に入行し副頭取に就任、備後地区担当などに従事する傍ら、財団法人倉敷中央病院（現：(公財)大原記念倉敷中央医療機構）会長として地域医療の充実に貢献。
1991年には、財団法人大原美術館理事長に就任し、高階秀爾館長と共に「第三創業」の事業に取り組み、作品の展示のみではない「活動する美術館」の実現に努める。
その間1992年から1996年まで岡山経済同友会代表幹事として「地方の論理と主張」をテーマに活動。また、2001年から2010年まで倉敷商工会議所会頭として様々な全国的な行事の倉敷誘致や倉敷を舞台にしたイベントの開催などに注力して中心市街地の空き店舗解消に努めるなど、「地方の論理と主張」の実現を目指す活動を展開。
1983年には姉妹と共に「くらしきコンサート（株）」を設立し、倉敷を拠点に世界トップレベルのクラシック音楽のコンサート事業を展開、百回を超える公演を実現。
1999年から倉敷芸術科学大学客員教授として「非営利事業経営論」の講義。「文化、芸術、人文学の復権」をスローガンに掲げる。
2005年には（公社）岡山県文化連盟設立と同時に初代会長に就任、2010年に岡山県で開催された第25回国民文化祭の企画委員長として尽力。
2018年に大学共同利用機関法人人間文化研究機構の経営委員に就任、日本社会に「人文知」が根付くために「人文知応援フォーラム」の設立に関わり、2019年設立と同時に代表に就任。

## 経歴
- 1940年 - 兵庫県神戸市に生まれる
- 1959年 - 洛星高等学校卒業
- 1963年 - 東京大学経済学部卒業
- 1964年 - イエール大学大学院にて経済学修士号取得後、1968年同大学院博士課程単位取得退学
- 1968年 - 倉敷レイヨン（現株式会社クラレ）入社
- 1982年 - 副社長就任（-1990年）
- 1985年 - 財団法人倉敷中央病院（現：大原記念倉敷中央医療機構）理事長就任（-2021年）
- 1990年 - 中国銀行入社後、同年副頭取就任 （-1998年）
- 1991年 - 財団法人（現公益財団法人）大原美術館理事長就任（-2016年）
- 1992年 - 岡山経済同友会代表幹事就任（-1996年）
- 2001年 - 倉敷商工会議所会頭就任（-2010年）
- 2010年 - 国際日本文化研究センター運営会議委員就任（-2016年）
- 2018年 - 大学共同利用機関法人人間文化研究機構経営委員就任
- 2019年 - 人文知応援フォーラム設立、代表就任
- 2022年 - (一社)人文知応援フォーラム代表理事会長

## その他の役職
- （公財）日本民藝館 理事
- （公財）日本生命財団 理事
- （一社）日本アスペン研究所 理事
- （公財）倉敷考古館 理事長
- （公財）びわ湖芸術文化財団 評議員
- （公財）成羽美術振興財団 理事
- （公財）大原奨農会 理事長

## 受賞・表彰歴
- 1953年 - 第6回 岡山県文化賞（大原美術館 芸術（団体）部門）
- 2006年 - 第28回 サントリー地域文化賞
- 2009年 - 平成21年度 地方行政功労者文部科学大臣表彰
- 2010年 - 平成22年度 三木記念賞
- 2013年 - 第65回 NHK放送文化賞
- 2015年 - 第68回 倉敷市文化章
- 2018年 - 2018年度文化庁長官表彰

## 著書
- 『倉敷からはこう見える―世界と文化と地方について』山陽新聞社 2002